# Оттолайн Моррелл
Леді Оттолайн Віолет Анна Моррелл (англ. Lady Ottoline Violet Anne Morrell нар. 16 червня 1873 року, Роял-Танбрідж-Велл, Кент, Англія — пом. 21 квітня 1938 року, Лондон) — англійська аристократка і меценатка, яка зіграла важливу роль в англійському літературному житті початку XX століття, одна з центральних фігур у групи Блумзбері.

## Життєпис

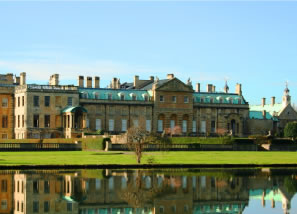
Абатство Велбек у графстві Ноттінгемшир, де з 1879 року жила родина Кавендіш-Бентінк

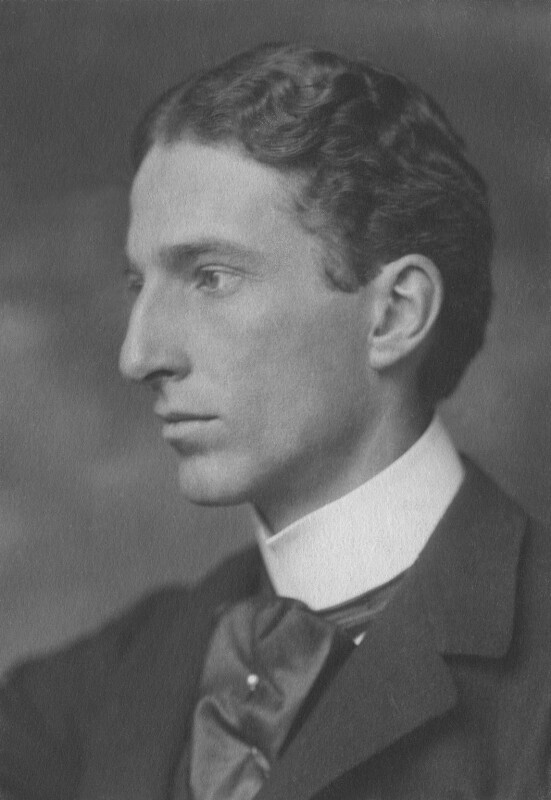
Філіп Моррелл(1870—1943), чоловік леді Оттолайн Моррелл

Оттолайн Віолет Анна Кавендіш-Бентінк (Ottoline Violet Anne Cavendish-Bentinck) народилася 16 червня 1873 року в Ройал-Танбрідж-Велл у графстві Кент у родині Артура Кавендіш-Бентінка, сина лорда та леді Чарльз Бентинк, і Огасти Браун, баронеси Болсовер. Через бабусю, леді Чарльз Бентінк є внучатою племінницею фельдмаршала Артура Веллслі, 1-го герцога Веллінгтона.
Отримала в грудні 1879 року, у віці шести років ранг дочки герцога і право титулуватися леді, після того як її зведений брат Вільям став спадкоємцем герцога Портленд після смерті її кузена Джона Бентінка, 5-го герцога Портленд, і родина переїхала до абатства Велбек у графстві Ноттінгемшир. Оттолайн мала численні родинні зв'язки з вищою британською аристократією.
У 1899 році вступила до жіночого Сомервіль-коледжу в Оксфорді, де вивчала політичну економію і римську історію, а також прослухала курс логіки та філософії.
Леді Моррелл відома численними коханцями. Першим її коханцем був шведський лікар і письменник Аксель Мунте, який був старшим за неї. Вона відкинула його пропозицію про шлюб через атеїзм Мунте, не сумісного з її духовними переконаннями. У 1902 році вона вийшла заміж за політика від Ліберальної партії, депутата парламенту з 1906 року Філіпа Моррелла, з яким мала спільний інтерес до мистецтва і лібералізму. Однак подружжя за взаємною згодою вело вільний спосіб життя, відомий зараз як відкритий шлюб.

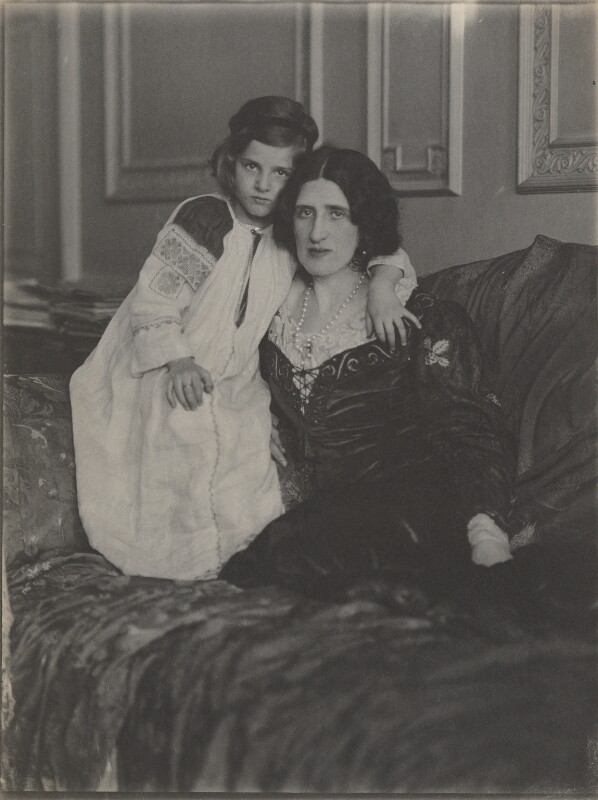
Джуліан і леді Моррелл. Близько 1911 року. Фотограф Кавендіш Мортон (1874—1939)

У Філіпа було кілька позашлюбних дітей, про яких турбувалася дружина. Леді Моррелл народила сина Х'ю, який помер у дитинстві, і доньку Джуліан (1906—1989), першим чоловіком якої був Віктор Гудмен, а другим чоловіком — Ігор Виноградов (1901—1987), син сера Павла Виноградова.
Навесні 1911 року леді Моррелл почала зустрічатися з письменником і філософом Бертраном Расселом, з яким обмінялася більш ніж 3500 листами. Серед її коханців були мистецтвознавець Роджер Фрай, художники Генрі Лемб і Огастес Джон, художниця Дора Каррінгтон, а також багато авторів, художників, скульпторів та поетів.
Леді Моррелл була покровителькою мистецтв, внесла великий внесок у Товариство сучасного мистецтва.

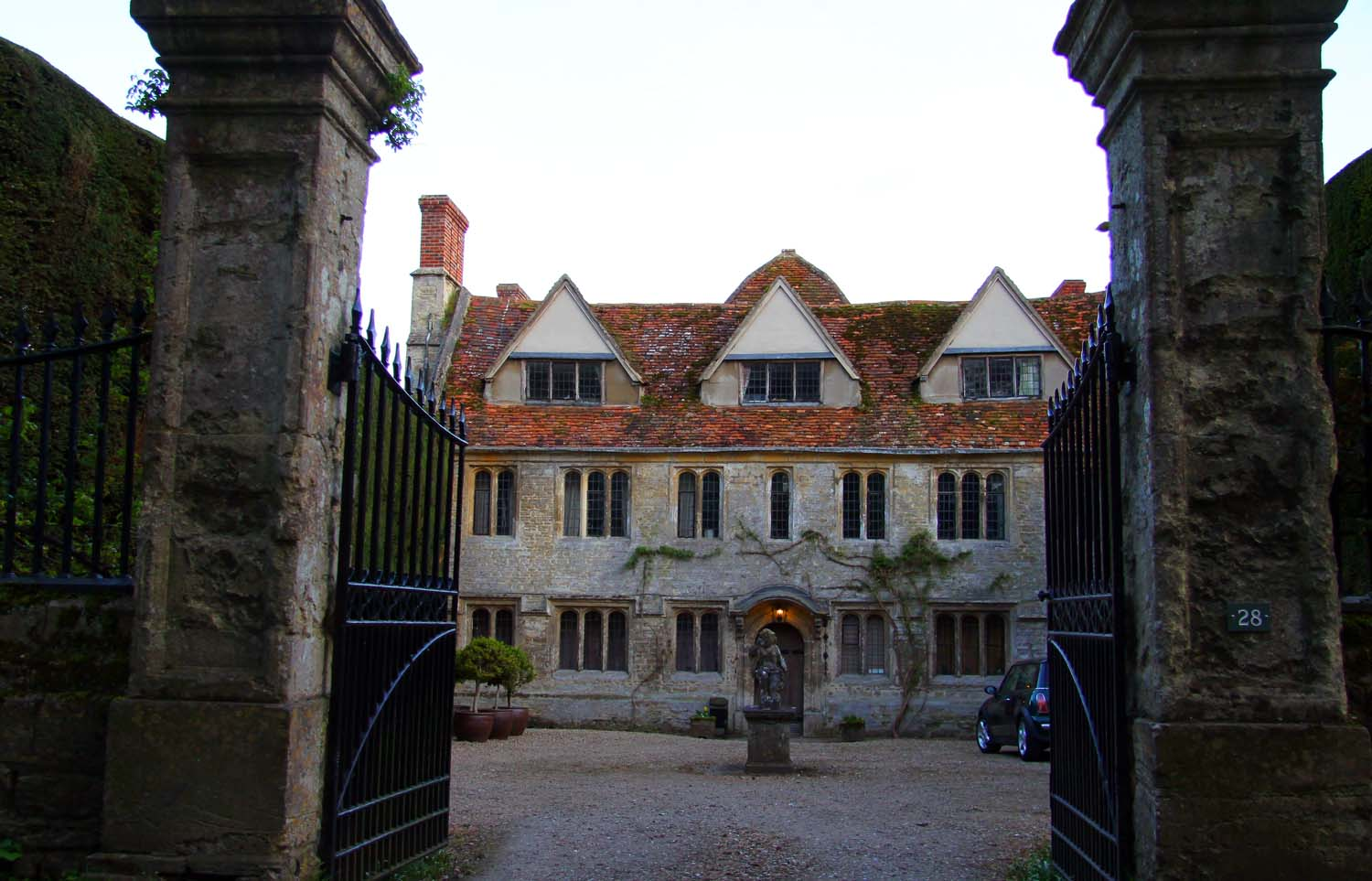
Садиба Гарсінгтон, що належала леді Моррелл

Подружжю Моррелл належав в Лондоні таунхаус на Бедфорд-сквер у Блумсбері. Леді Моррелл тримала на Бедфорд-сквер світський салон, в якому зустрічалися найвідоміші діячі культури Великої Британії — Девід Р. Лоуренс, Томас С. Еліот, Леонард С. Вулф, Вірджинія Вулф, Стівен Спендер, а також Вінстон Черчілль, Реймонд Асквіт та інші. Салон відвідували художники Огастес Джон Дункан Грант, мистецтвознавець Роджер Фрай, поети Вільям Батлер Єйтс і Томас Стернз Еліот, філософ Бертран Рассел і модні прозаїки Олдос Гакслі і Девід Г. Лоуренс, а також письменники Генрі Джеймс, Літтон Стрейчи і Едвард Морган Форстер і танцюрист Вацлав Ніжинський.
До кола спілкування леді Моррелл також входили художники Генрі Лемб і Борис Анреп, Микола Гумільов, Сергій Дягілєв і Леон Бакст. У 1915 році подружжя Моррелл купують заміську садибу Гарсінгтон у графстві Оксфордшир поблизу Оксфорда, яке надали у користування групи Блумсбері. Багатьом її членам при необхідності вони надавали матеріальну допомогу. У садибі Гарсінгтон був літературний салон Філіпа Моррелла. У садибі бував Микола Гумільов, Вільям Батлер Єйтс, Девід Герберт Лоуренс, Вірджинія Вулф, Арнольд Беннет, Огастес Джон та інші знаменитості.
У 1927 році Моррелл були змушені продати садибу і будинок та переїхати до більш скромного житла на Гауер-стріт. У 1928 році у леді Моррелл діагностували рак.

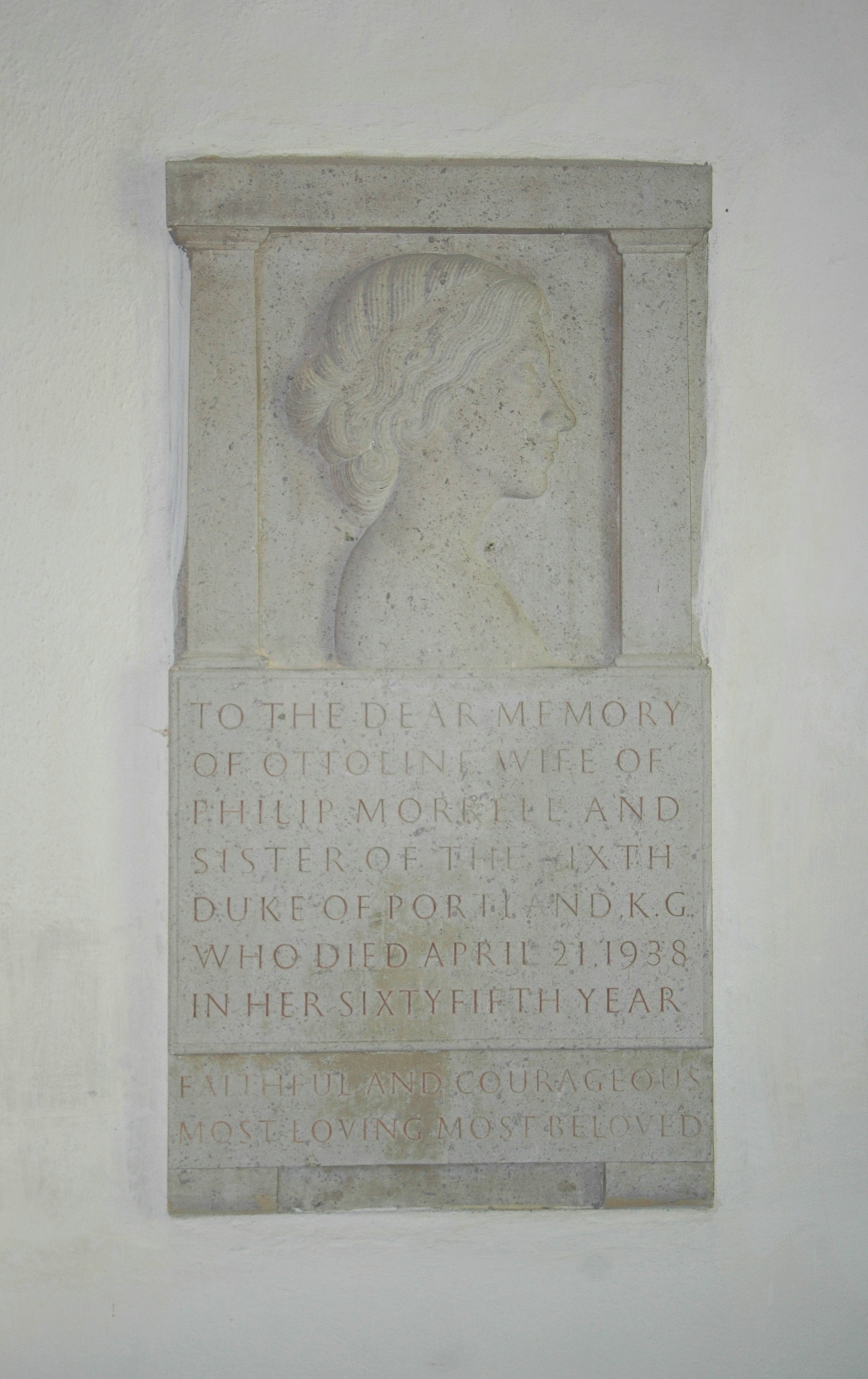
Меморіальна дошка леді Моррелл в церкві святої Марії в селі Гарсінгтон у графстві Оксфордшир. Скульптор Ерік Гілл

Померла леді Оттолайн Моррелл 21 квітня 1938 року у віці 64 років від ліків, виданих лікарем. Меморіальні дошки встановлені в церкві святої Марії (скульптор Ерік Гілл) в селі Гарсінгтон у графстві Оксфордшир і церкви святої Вініфред у селі Холбек у графстві Ноттінгемшир.
Леді Моррелл залишила мемуари, відредаговані після її смерті.
Образ леді Оттолайн Моррелл відображений у багатьох творах англійської літератури XX століття. Це Прісцилла Вімбуш у першому романі Олдоса Хакслі «Жовтий кром» (1921), місіс Биселейк («Контрапункт» (1928) Олдоса Гакслі); Герміона Роддіс («Закохані жінки» Девіда Герберта Лоуренса, де леді Моррелл постає карикатурою на примхливу, мстиву світську даму, що захоплюється видатними людьми); Леді Керолайн Бері («Це Баттерфілд» Грема Гріна); леді Сибілліна Кварелл (п'єса «На сорок років» (1968) Алана Беннета). На думку ряду дослідників, леді Оттолайн Моррелл є прообразом для леді Чаттерлейл з роману «Коханець леді Чаттерлей» Девіда Герберта Лоуренса.
Леді Моррелл знімав фотограф Сесіл Бітон, а також фотографував Огастес Джон Генрі Лемб, Дункан Грант та інші. У 1976 році опубліковано альбом фотографій Lady Ottoline's Album.
У фільмі «Вітгенштейн» Дерека Джармена роль леді Моррелл зіграла Тільда Свінтон, у фільмі «Каррінгтон» Крістофера Хемптона — Пенелопа Вілтон.